# Lose My Breath
«Lose My Breath» — песня, записанная американской группой Destiny’s Child для их пятого и последнего студийного альбома Destiny Fulfilled, ставшая ведущим синглом к нему. Её авторами являются Бейонсе Ноулз, Келли Роуленд, Мишель Уильямс, Родни Джеркинс, Фред Джеркинс, Шон Гарретт, Лашон Дэниелс и Jay-Z. Columbia Records выпустила эту песню в качестве ведущего сингла к данной пластинке 23 октября 2004 года.
«Lose My Breath» получил положительные отзывы музыкальных критиков, которые в целом высоко оценили его мелодию и инструментовку. Песня также была номинирована на премию «Грэмми» в категории «Лучшее вокальное исполнение дуэтом или группой в стиле ритм-н-блюз». А сингл имел коммерческий успех, заняв третье место в американском чарте Billboard Hot 100 США и первое место во многих других международных хит-парадах, также попав в десятку лучших почти во всех странах, в которых он появлялся.
Видеоклип к песне, был снят Марком Класфельдом в Лос-Анджелесе, Калифорния. В нём Destiny’s Child исполнили танцевальные хореографические постановки, изображая три разных набора персонажей. Композиция неоднократно исполнялась во время тура группы Destiny Fulfilled ... And Lovin’ It (2005), а также на многочисленных выступлениях по телевидению и церемониях награждения в 2004 и 2005 годах. Американская коммерческая телевизионная сеть American Broadcasting Company (ABC) использовала «Lose My Breath» в качестве официальной песни в играх плей-офф НБА в 2004 и 2005 годах.

## Список композиций
- Maxi CD single

1. «Lose My Breath» (Album Version)
2. «Lose My Breath» (Maurice’s Nu Soul Mix)
3. «Lose My Breath» (Paul Johnson’s Club Mix)
4. «Why You Actin’»

- US CD single

1. «Lose My Breath» (Album Version)
2. «Game Over»

## Форматы и remix
| - «Lose Me Breath» (Radio Mix) - «Lose Me Breath» (Radio Mix 2) - «Lose My Breath» (Instrumental) - «Lose My Breath» (Acapella) - «Lose My Breath» (Extended Mix) - «Lose Me Breath» (Remix) (feat Khia & Chingy) - «Lose Me Breath» (Remix) (feat Wise) - «Lose My Breath» (Inhale…Breath Radio Remix) - «Lose My Breath» (Exhale…Breath Club Remix) - «Lose My Breath» (Burn The House Down Mix) - «Lose My Breath» (Jones & Moss Main Radio Mix) - «Lose My Breath» (Jones & Cabrera Vibelicious Bring Da House Edit) | - «Lose My Breath» (UK DJ 12" Demo) - «Lose Me Breath» (Hex Hector Mixshow Edit) - «Lose Me Breath» (Mac Quayle Dream Club Mix) - «Lose My Breath» (Maurice’s Nu Soul Remix) - «Lose My Breath» (Paul Johnson Club Mix) - «Lose My Breath» (Peter Rauhoffer Breathless Mix) - «Lose My Breath» (Peter Rauhoffer Breathless Dub) - «Lose My Breath» (MGM Mix) - «Lose My Breath» (Seamus Haji Remix) - «Lose My Breath» (Joe Smooth Strings Of Life Mix) - «Lose My Breath» (Junior Vasquez Remix) - «Lose My Breath» (Riley York vs Chris Cox Drum Revenge Mix) |

## Чарты
| Страна (2004-05)        | Позиция |
| ----------------------- | ------- |
| Австралия               | 3       |
| Австрия                 | 8       |
| Бельгия                 | 1       |
| Великобритания          | 2       |
| Дания                   | 4       |
| Испания                 | 2       |
| Италия                  | 3       |
| Нидерланды              | 5       |
| Новая Зеландия          | 4       |
| Норвегия                | 2       |
| США (Billboard Hot 100) | 3       |
| Финляндия               | 3       |
| Франция                 | 8       |
| Швейцария               | 1       |
| Швеция                  | 8       |
| Шотландия               | 2       |
| Россия (MTV SMS Чарт)   | 8       |
| Россия (Еврохит Топ 40) | 2       |